# Germain Vaillant de Guélis
Germain Vaillant de Guélis, lateinisch Germanus Valens Guellius (* 1516 oder 1517; † 1587) war ein französischer Jurist, katholischer Geistlicher, Bischof von Orléans und Altphilologe.
Vaillant de Guélis war Kaplan von Caterina de’ Medici, Abt von Paimpont, conseiller clerc am Parlament von Paris, seit 1567 Präsident der fünften Chambre des enquêtes und von 1585 bis 1587 Bischof von Orléans. Joseph Justus Scaliger, Pierre de Ronsard und Jean Dorat zählten zu seinen Freunden. Bekannt ist er vor allem als Vergilinterpret (als solcher meist einfach Germanus genannt). Mit seinem Kommentar lässt man die moderne Vergilerklärung beginnen.

## Schriften (Auswahl)
- P. Virgilius Maro et in eum commentationes et paralipomena Germani Valentis Guellii, PP. [Pimpontii], Ejusdem Virgilii Appendix cum Josephi Scaligeri commentariis et castigationibus. Antwerpen 1575, (online); (weiteres Online-Exemplar).